# Family Boxing
Family Boxing (ファミリーボクシング Famirī Bokushingu?), i PAL-regionen känt som King of Boxer, och i Nordamerika känt som Ring King, är ett boxnings-arkadspel utvecklat och utgivet av Woodplace, Inc. i PAL-regionen 1985, och i Nordamerika av Data East samma år. Spelet, som är en humoristisk skildring av en boxares väg från debuten till världsmästartiteln, porterades senare till NES och släpptes i Japan 1987 av Data Easts konverterare, Sakata SAS. NES-versionen utgavs av Namco i Japan och av Data East i Nordamerika.

### Fotnoter
1. 1 2  ”Ring King”. NES DB. 22 mars 1987. Arkiverad från originalet den 19 juli 2016. https://web.archive.org/web/20160719092626/http://nesdb.se/game_more.php?id=477&rid=1. Läst 28 juni 2014.